# Nefta Football Club
Nefta Football Club é um curta-metragem francês de 2018 dirigido e escrito por Yves Piat. Premiado no Festival Internacional de Cinema de Palm Springs e no Festival Internacional de Curtas-metragens de Clermont-Ferrand, foi indicado ao Oscar 2020.